# Lorica volvox
Lorica volvox är en blötdjursart som först beskrevs av Reeve 1847.  Lorica volvox ingår i släktet Lorica och familjen Schizochitonidae. Inga underarter finns listade i Catalogue of Life.